# مؤيد أدماوي
مؤيد أدماوي (مواليد 23 أبريل 1992) هو لاعب كرة قدم سعودي .
لعب سابقاً في أندية الوحدة والأنصار .

## وصلات خارجية
- مؤيد أدماوي على موقع قاعدة بيانات كرة القدم.إي يو (الإنجليزية)
- مؤيد أدماوي على موقع Soccerway.com (الإنجليزية)

- مؤيد أدماوي